# Pierre Michelin (football)
Pour les articles homonymes, voir Michelin (homonymie) et Pierre Michelin (homonymie).
Pierre Michelin est un footballeur français né le 7 février 1937 à Neuville-en-Ferrain (Nord). Il a été demi puis défenseur.

## Carrière de joueur
- U.S Tourcoing
- 1956-1961 : CO Roubaix-Tourcoing
- 1961-1964 : UA Sedan Torcy
- 1964-1966 : Daring Club de Bruxelles
- 1966-1968 : LILLE OLYMPIQUE SPORTING CLUB

## Palmarès
- International A en 1963 et 1964 (5 sélections)
- Finaliste de la Coupe Drago 1963 (avec l'UA Sedan-Torcy)